# Physocleora subochrea
Physocleora subochrea är en fjärilsart som beskrevs av W. Warren 1902. Physocleora subochrea ingår i släktet Physocleora och familjen mätare. Inga underarter finns listade i Catalogue of Life.